# Al-Mumtahana
Al-Mumtahana (arabisch الممتحنة al-Mumtaḥana ‚Die Geprüfte‘) ist die 60. Sure des Korans, sie enthält 13 Verse. Sie wurde in Medina verkündet. Weitere Bezeichnungen für die Sure sind al-Imtiḥān („Die Prüfung“) und al-Mar'a („Die Frau“).
Der Titel bezieht sich auf Vers 10, in dem den Muslimen die Ehe mit einem nicht-muslimischen Partner, ob Mann oder Frau, verboten wird. Der erste Teil mit den Versen 1–9 wendet sich gegen die Freundschaft mit den Polytheisten zu verschiedenen Zeiten, wobei Abraham als positives Beispiel hervorgehoben wird. Der zweite Teil mit den Versen 10–13 befasst sich mit der Aufnahme polytheistischer Frauen in die Gemeinde und wird zeitlich nach dem Friedensabkommen von Hudaibiya mit den Quraisch im Jahre 628 eingeordnet. Im zeitgenössischen Salafismus dienen die ersten Verse der Sure als eine der textlich wichtigsten Grundlagen für die Lehre von al-Walā' wa-l-barā'.